# NGC 5882
NGC 5882 is een planetaire nevel in het sterrenbeeld Wolf. De nevel ligt 3000 lichtjaar van de Aarde verwijderd en werd op 27 september 1834 ontdekt door de Britse astronoom John Herschel.

## Synoniemen
- IC 1108
- PK 327+10.1
- ESO 274-PN7